# 一式偵察気球
一式偵察気球（いっしきていさつききゅう）は、大日本帝国陸軍が開発・運用した偵察気球（繋留気球）。開発時の秘匿名称は「フ3」。

## 概要
陸軍技術本部によって、砲兵連隊の編成に組み込まれての射撃観測を任務とする、従来のものよりもサイズと昇騰高度を抑えて迅速な移動を可能とした軽易な偵察気球として開発されたもの。「砲兵用小気球」とも称される。気嚢に水素を充填するガス気球である。
開発は、風洞試験による要求条件を満たす形状の決定から始められ、その後1935年（昭和10年）2月から3月にかけて、藤倉工業で気球および繋留索の試作品の製作および基礎試験が行われた。続く初の昇騰試験は、同年4月中旬に一宮町海岸で実施された。1936年（昭和11年）以降も、陸軍航空技術研究所などが保管する器材として研究に用いられ、実用試験は気球連隊に委託されている。
繋留車、気球車、2両の水素缶車といった運用に必要な関連器材も新規開発されており、うち繋留車は砲兵と行動速度を合わせるため、既存の軽牽引車に繋留装置を搭載した装軌式のものが用意された。1939年（昭和14年）には、富士裾野演習場でこれら関連器材と気球本体の総合試験が行われ、良好な結果を残している。
1939年のノモンハン事件時には実用実験を兼ねてハイラルに派遣されており、I-16の攻撃によって撃墜された他の偵察気球の穴を埋めるべく、ノモンハンへと出動し8月9日より観測に参加。その際にソ連軍の砲撃を受け、搭乗していた偵察将校は落下傘で脱出したものの炎上墜落している。その後の太平洋戦争においても、南方作戦の際に主力気球として活躍している。なお、「一式偵察気球」という呼称は実用試験時から用いられているが、制式化されたか否かは確認できないとする資料と、1941年（昭和16年）に一式偵察気球の名で制式採用されたとする資料がある。

## 諸元
出典：『日本の軍用気球』 180,183頁、『日本陸軍試作機大鑑』 140頁。
- 全長：18.76 m
- 気嚢最大中径：5.192 m
- 気嚢容積：200 m3[1][2]あるいは266 m3[5]
- 自重：115.685 kg
- 最大高度：500 m
- 繋留索全長：800 m
- 装備：有線電話、落下傘
- 乗員：1名